# Hiptage acuminata
Hiptage acuminata là một loài thực vật có hoa trong họ Malpighiaceae. Loài này được Wall. ex A. Juss. mô tả khoa học đầu tiên năm 1840.